# Guugu yimithirr
Guugu yimithirr (též guugu yimidhirr nebo guguyimidjir) je ohrožený australský domorodý jazyk, patřící do velké jazykové rodiny pama-nyunganských jazyků (do které kromě něj patří naprostá většina domorodých jazyků Austrálie). Je spojen s aboridžinskými kmeny Guugu Yimithirr a Koko Njekodi. Většina mluvčích tohoto jazyka žije v městečku Hope Vale, které se nachází v severní části Queenslandu, asi 46 kilometrů od Cooktownu. Počet rodilých mluvčích se odhaduje na 775 a většina mluvčích jsou ze starší generace, ale existují programy na záchranu jazyka a vyučuje se i v některých školách.
Slovo kanguru v jazyce guugu yimithirr označuje klokana obrovského. Naprostá většina jazyků světa od toto slovo převzala jako označení pro klokana (anglické kangaroo, německé känguru, polské kangur nebo španělské canguro a řada dalších).
Mezi nejdůležitější dialekty jazyka patří dhalundhirr, waguurrga a nyiguudyi.

## Historie
Guugu yimithirr byl první australský domorodý jazyk, se kterým se Evropané setkali a který byl zapsán. Stalo se tak v roce 1770 během plavby Jamese Cooka do Austrálie. Díky tomu bylo z jazyka převzato také slovo kanguru označující klokana.

## Ukázka
Některá slova a věty v jazyce guugu yimithirr a český překlad:
- yarrga – chlapec
- yarraman – kůň
- nambal – peníze
- Nhundu wanhtharra? – Jak se máš?
- Yarrgangun yarraman thabi – Chlapec kopl koně
- Johnnywi nambal wuwaa! – Dej Johnnymu peníze!